# Ixophorus unisetus
Ixophorus unisetus là một loài thực vật có hoa trong họ Hòa thảo. Loài này được (J.Presl) Schltdl. mô tả khoa học đầu tiên năm 1862.